# Osoppo
Osoppo (Osôf in friulano) è un comune italiano di 2 776 abitanti del Friuli-Venezia Giulia. Fa parte della regione storica del Gemonese.

## Geografia fisica
Il comune si estende su una superficie di circa 22 km². Il territorio è prevalentemente pianeggiante, vi sono però 6 colline (i tre principali rilievi sono colle omonimo, dove si trova il Forte, il Colle di San Rocco e il Col Vergnâl).
Il forte di Osoppo, la cui vetta rappresenta il punto più elevato del territorio comunale, arriva a circa 330 metri di altezza. Dal paese e dal bosco che lo circonda partono numerosi sentieri, ma la principale via utilizzata per giungere in vetta è una larga e comoda strada che parte dal Borgo Ulivo.
Il colle presenta 2 vette principali e numerose diramazioni e cime minori. Il punto più elevato è costituito dal Colle di Napoleone, sui cui versanti, dal tempo della dominazione Veneta del Friuli e fino alla seconda guerra mondiale, si trovava una caserma. Il colle di San Rocco è il 2° rilievo per altezza nel comune. Nei pressi della vetta si trova una piccola Chiesa, dedicata appunto a San Rocco.
Il Col Vergnâl è un piccolo rilievo, situato nel territorio della Frazione di Rivoli di Osoppo.
Buona parte del territorio comunale è ricoperta dal bosco, che è attraversato da numerosi sentieri e da un percorso ad anello su strada in terra battuta e ghiaia, lungo circa 7 km.
All'interno della zona boschiva del comune scorrono diversi torrenti, fiumi e canali. Il bosco è delimitato ad est dalle magredi del Tagliamento, il fiume più importante della regione Friuli-Venezia Giulia. Tra i luoghi da visitare nel bosco, vi è sicuramente al primo posto la zona delle suggestive risorgive di Bârs.
Osoppo è famosa anche per la crescita spontanea di numerose specie di orchidee nel bosco che la circonda.

## Origini del nome
Numerose sono state le interpretazioni del nome della località, come le latine Os-Apertum (luogo aperto), Os-Oppidum (luogo fortificato), Os-Opum (luogo di ricchezze), Hyssopum (dalla pianta dell'issopo), Aus-opum (luogo presso il fiume), la preromana Os-Osis (da frassino), la gallocarnica Os-Hop (luogo per chiamare a voce alta).

## Storia
Osoppo fu in ogni epoca strettamente legato al più celebre dei suoi colli, denominato "il Forte", che fu utilizzato nei secoli per la sua posizione strategica sia come elemento del sistema difensivo militare, sia come luogo di controllo delle vie che attraversano la piana.

### Storia antica
Anticamente il territorio comunale era abitato dalla tribù dei Carni, facenti parte del popolo celtico e stanziati in tutto il Friuli.
Infatti vi sono evidenti segni lasciati dalla lingua Celtica nell'attuale lingua friulana e nella cultura e nelle tradizioni del popolo friulano.
In un'epigrafe scoperta dal conte Girolamo Savorgnan presso la congiunzione della via Iulia Concordia con la via Iulia Augusta, alcuni hanno visto un indizio probabile dell'esistenza della via Etrusca (l'importanza di questa scritta non è il significato delle parole ma la scrittura in sé, non di epoca romana).
La presenza delle importanti vie di comunicazione enunciate determinò la costruzione di una torre di segnalazione in cima al colle e di conseguenza un insediamento abitativo.

### Epoca romana
La pedemontana friulana e la Carnia (e di conseguenza Osoppo) furono conquistate dai romani durante il I secolo a.C. (non si hanno notizie precise riguardo all'effettiva conquista del Gemonese da parte dei Romani, ma con buone probabilità avvenne fra il 115 ed il 50 a.C.).
Da quel momento inizió un processo di romanizzazione della tribù gallica dei Carni, che continuerà per tutta l'epoca della dominazione romana e terminerá solo dopo le invasioni dei Germani. Infatti gli ultimi documenti in lingua Celtica nella Gallia Cisalpina si hanno intorno al II secolo d.C.
Il celtico parlato dai carni è alla base della formazione del volgare latino che, unito a elementi germanici, porterà alla formazione della lingua friulana

### Il Medioevo e le invasioni Germaniche
Osoppo fu invasa dai barbari dopo la caduta dell'impero romano, ma riuscì a resistere alle incursioni degli avari.
Importante fu soprattutto la dominazione longobarda che interessò il territorio del Friuli (e quindi di Osoppo).
In seguito alla dominazione longobarda Osoppo fu invasa dai Franchi, e successivamente dalle truppe del Sacro Romano Impero Germanico, di cui resterà a far parte fino al 1420, anno dell'invasione Veneziana
Questi quasi 1000 anni di dominazione tedesca, hanno lasciato molte impronte nella cultura e nella lingua Friulana
Possedimento, sul finire del XI, dell'abbazia di Sesto al Reghena, entrò poi a far parte delle proprietà del patriarca di Aquileia, che, verso la metà del duecento, ne concesse l'investitura feudale a una nobile famiglia del luogo (un tale Cono, figlio di Amaldarico). I discendenti di costui si distinsero per la loro turbolenza, che li portò a molestare gli abitanti dei territori vicini ed a simpatizzare con i Conti di Gorizia, tanto da impensierire i Patriarchi che non potevano permettere che il castello, importante per la posizione strategica, finisse sotto il dominio dei rivali. Fu per questo motivo che il patriarca di Aquileia investì nel 1328 Federico Savorgnan del feudo di Osoppo.
Nel 1420 Osoppo passò sotto la dominazione della Repubblica Veneta, che rafforzò le fortificazioni sul colle, facendone il suo baluardo difensivo settentrionale. Per Osoppo iniziò una lunga serie di eroiche e memorabili lotte contro forze assedianti di gran lunga superiori a quelle dei difensori.
La fortezza di Osoppo nel 1514 era sotto il comando di Girolamo Savorgnan, quando scese in Italia l'esercito comandato dal brutale Cristoforo di Frangipane, che era noto per la sua fama di placare la sua ira e la sua sete di sangue sui contadini inermi, il Senato Veneziano ben conscio dei suoi atteggiamenti sulle popolazioni civili, lasciò che tutto il Friuli si arrendesse agli Imperiali, ma il Savorgnan non volle sapere di cedere la sua fortezza, quindi vi si arroccò dentro aspettando i rinforzi dell'esercito veneziano comandato da Bartolomeo d'Alviano.
Il Conte di Frangipane invece di guadare il Tagliamento volle a tutti i costi prima togliere quel "sassolino dalle sue scarpe", ma l'assedio andò per le lunghe, dando il tempo all'Alviano di intervenire, sconfiggendo davanti alle mura di Osoppo l'esercito imperiale e catturando il Conte di Frangipane.
Più volte assediata, fu occupata da francesi, russi e austriaci, che ne tornarono in possesso anche dopo la breve parentesi napoleonica, facendo di Osoppo una guarnigione fissa ed attrezzata con caserme, magazzini e depositi di armi e polveriere.
Durante l'occupazione Francese il colle di Osoppo fu ulteriormente fortificato e fu "costruito" il colle di Napoleone. Nelle vicinanze del colle è ancora visibile il "trono" scavato nella roccia su cui era solito sedersi l'Imperatore Francese per godersi la vista del Gemonese e per pensare ai modi in cui poteva fortificare quella zona. Nello stesso periodo si inizió la fortificazione dell'attuale parco del rivellino.

### Storia contemporanea
Durante i moti risorgimentali del 1848 Osoppo resistette per ben sette mesi agli Austriaci e al momento della resa ebbe l'onore delle armi dallo stesso avversario e fu insignita della medaglia d'oro al valor militare.
Fu sede di un presidio militare italiano durante la prima Guerra Mondiale, che fu poi abbandonato perché i militari e le armi presenti a Osoppo furono trasferiti sul fronte dell'Isonzo. Nel 1943 fu occupata dalle armate naziste e ciò le costò pesanti bombardamenti aerei. Durante la guerra di liberazione, Osoppo diede il nome alle formazioni cattoliche partigiane (Brigate Osoppo).
Nel 1943, durante la Resistenza in Friuli si costituirono delle brigate partigiane di orientamento laico cattolico e le chiamarono Brigata Osoppo. Lo scopo delle formazioni Osoppo era duplice: combattere contro i tedeschi e distinguersi dai comunisti soprattutto quando questi ultimi accettarono di passare sotto il Comando delle formazioni jugoslavo. La scelta del nome fu significativa: Osoppo perché durante il Risorgimento, nel 1848, aveva opposto una strenua resistenza all'occupazione austriaca resistendo per quasi 7 mesi all'assedio degli Imperiali. Il 7 febbraio 1945, circa diciassette combattenti della brigata Osoppo furono uccisi dai gappisti (i nuclei combattenti del partito comunista) di Mario Toffanin nel cosiddetto Eccidio di Porzûs.
Nel secondo dopoguerra Osoppo dovette affrontare la dura realtà della ricostruzione e, di conseguenza, una forte emigrazione.
Negli anni settanta raggiunse un buon livello di sviluppo economico con l'istituzione della zona industriale, ma i terremoti del 1976 infersero un altro duro colpo al paese: provocarono enormi crolli e danni, distruggendo l'80% delle abitazioni e uccidendo oltre 120 persone. Molti crolli furono favoriti dall'età avanzata degli edifici, che erano stati risparmiati dalle devastazioni delle guerre mondiali. Dopo il terremoto Osoppo venne riedificata completamente con criteri antisismici.

### Simboli
Lo stemma e la bandiera di Osoppo sono stati riconosciuti con DPCM del 1º febbraio 1949.
La bandiera è un drappo interzato in palo di verde, di bianco e di rosso, il verde caricato in centro dello stemma comunale.

### Onorificenze
Il Comune è stato uno dei primi comuni d'Italia ad essere insigniti della medaglia d'oro al valore militare per la strenua difesa contro l'Impero austriaco nel 1848 e recentemente anche della Medaglia d'oro al merito civile.

## Monumenti e luoghi d'interesse

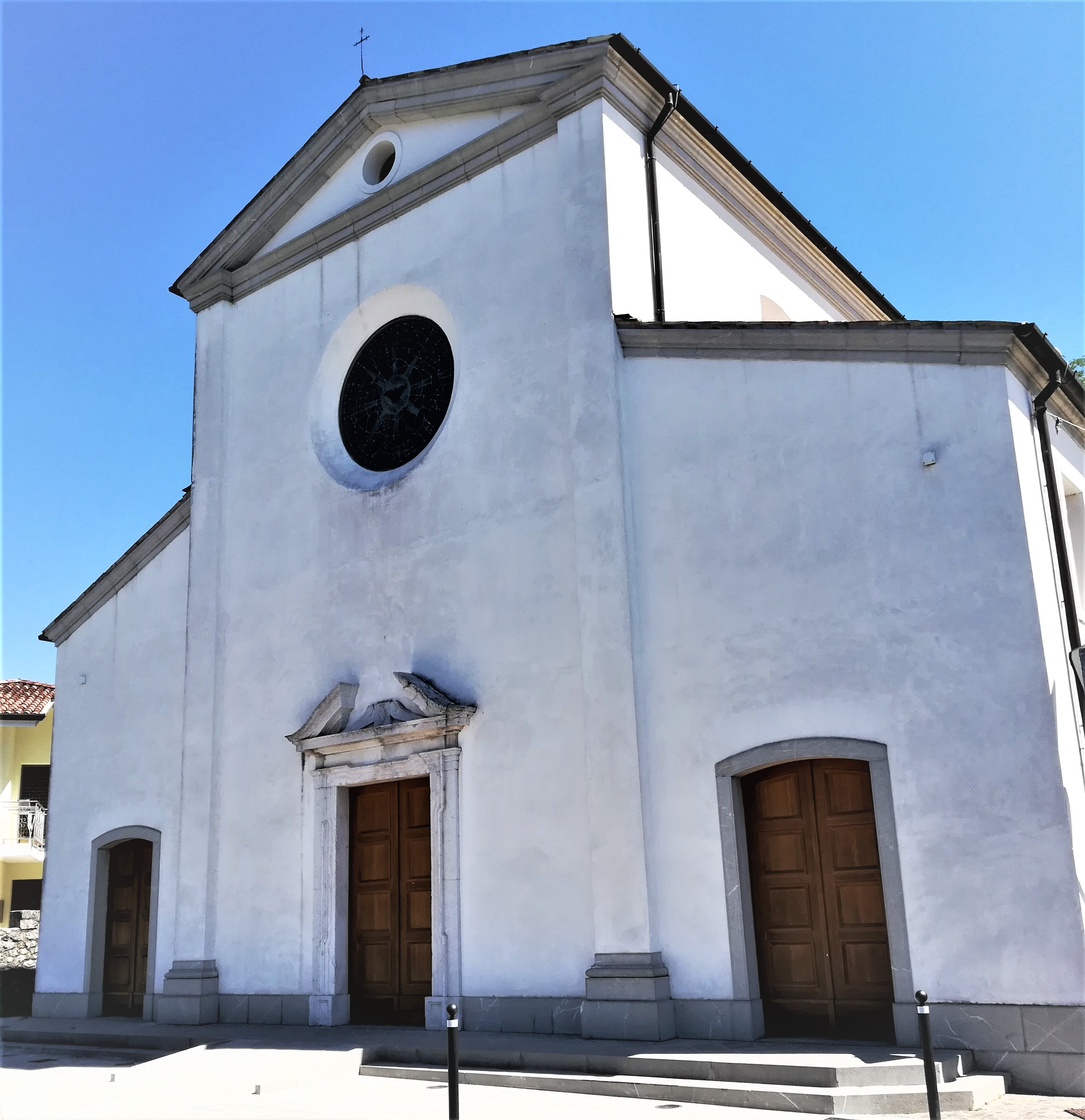
La chiesa parrocchiale

Tra i principali monumenti ed opere d'arte, sono presenti la chiesa arcipretale di Santa Maria ad Nives, la chiesa di San Giacomo, e la chiesa di San Rocco. Inoltre sono presenti:
- la Fortezza o Rocca di Osoppo - il colle è sempre stato un punto cardine delle difese da invasioni che si spingevano verso sud, presumibilmente abitato sin dal neolitico, assume importanza in epoca celtica ed ancor di più in epoca romana, storica la difesa longobarda contro gli assalti degli àvari, ha avuto un gran ruolo nella difesa della Repubblica di Venezia contro gli imperiali nella Guerra della Lega di Cambrai, nella Prima guerra di indipendenza italiana, ed è stata teatro di combattimenti anche nella prima guerra mondiale.

- risorgive di Bars;

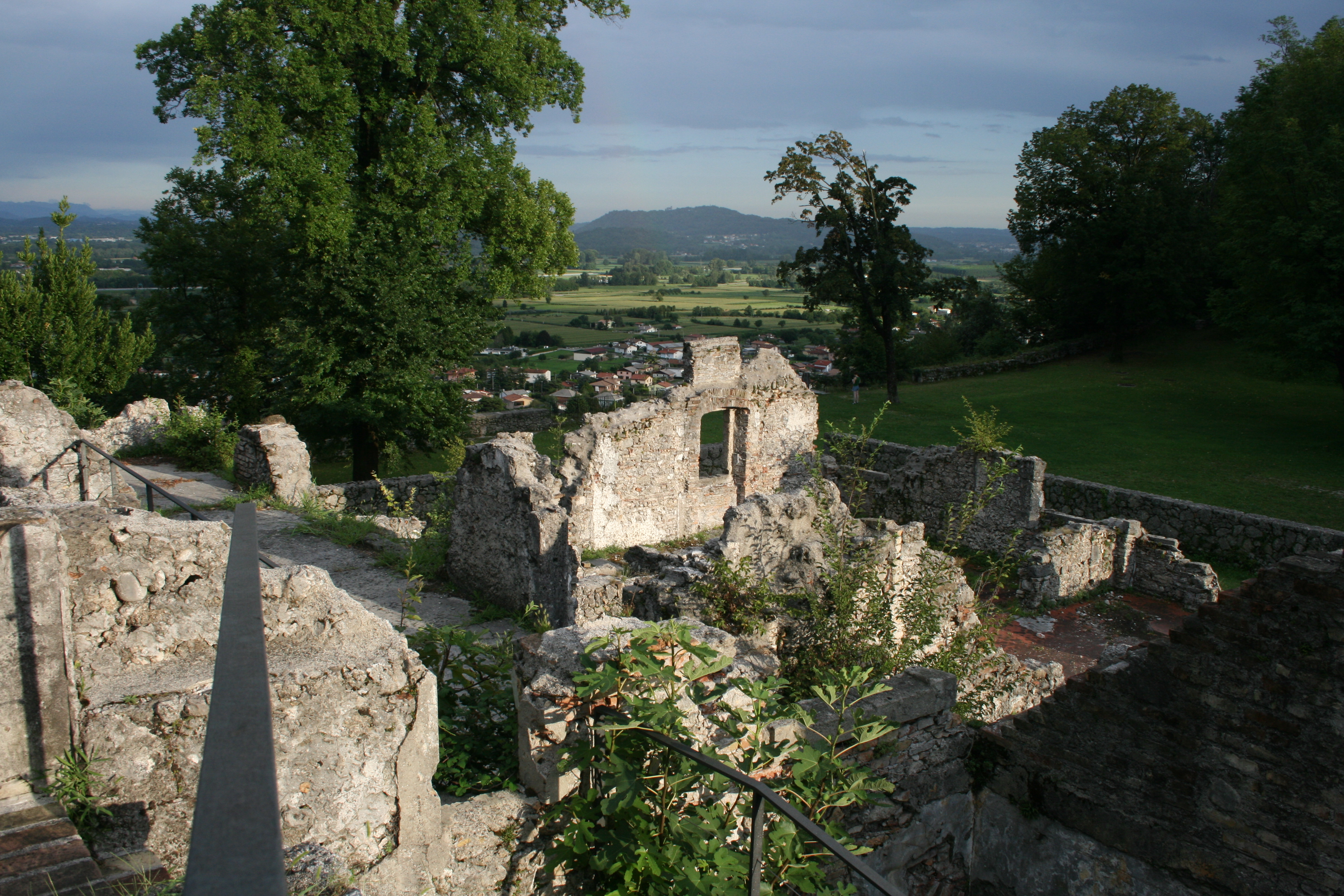
Fortezza di Osoppo, particolare delle mura, vista panoramica

- pieve di Santa Maria ad Nives, con la famosa Pala del Pellegrino da San Daniele, e la Pala di Pomponio Amalteo, che comprende la più antica veduta esistente di Osoppo;
- chiesa di San Giacomo;
- chiesa di San Rocco;
- colle di San Rocco;
- colle Vergnâl;
- colle Gnima;
- magredi del Tagliamento;
- piste di impronte fossili di Hipparion (uniche in Europa) sulla Fortezza;
- Sentiero Storico Naturalistico C.A.I. Osoppo
- In un'ampia zona pianeggiante alla fine della strada che da Borgo Ulivo porta sul Forte di Osoppo, vi sono numerose costruzioni di epoche diverse, dalla dominazione veneta fino alla Grande Guerra.

All'interno dell'antica "Casa del Tamburo", oggi si trova un bar. Sulle pareti dell'edificio vi sono numerose fotografie scattate prima del terremoto del 1976 in Friuli.
Proseguendo il cammino su un comodo sentiero, si arriva alla cosiddetta "piana dei cannoni", appunto perché fino alla battaglia dell'Isonzo erano qui situati una decina di cannoni. Durante la Grande Guerra, i cannoni furono trasferiti sull'Isonzo, perché a Osoppo, che era lontano dalle truppe austro-ungariche, questi risultavano inutili.
Sul sentiero si incontra inoltre l'antico Castello della famiglia Savorgnan e, se si prende una stretta via che si diparte dal sentiero principale, si giunge al cimitero di famiglia dei Savorgnan.
- Sempre sul Forte di Osoppo, prendendo un sentiero che parte di fronte alla "casa del tamburo", si giunge in cima al Colle di Napoleone, passando attraverso alle rovine della caserma francese. Il colle è un ottimo punto panoramico su tutto il territorio del Gemonese, in particolare su Gemona del Friuli, Osoppo, Artegna e Buja.

## Società

### Evoluzione demografica
Abitanti censiti

### Lingue e dialetti
A Osoppo, accanto alla lingua italiana, la popolazione utilizza la lingua friulana. Ai sensi della Deliberazione n. 2680 del 3 agosto 2001 della Giunta della Regione autonoma Friuli-Venezia Giulia, il Comune è inserito nell'ambito territoriale di tutela della lingua friulana ai fini della applicazione della legge 482/99, della legge regionale 15/96 e della legge regionale 29/2007.
La lingua friulana che si parla a Osoppo rientra fra le varianti appartenenti al friulano centro-orientale.

## Cultura

### Eventi
- Rototom Sunsplash, Osoppo ospitava dagli anni novanta uno dei più importanti festival di musica reggae in Europa, si svolgeva all'inizio del mese di luglio presso il Parco del Rivellino. Dal 2010 il comitato organizzatore ha deciso di spostarlo a Benicàssim, in Spagna.

## Geografia antropica
Il comune è suddiviso nel capoluogo, nelle frazioni di Rivoli di Osoppo e Pineta, e in numerose borgate (le più importanti Borgo Ulivo e Borgo del Forte).

## Infrastrutture e trasporti

### Ferrovie
Nel territorio comunale sono presenti due stazioni ferroviarie, non servite ancora da servizio viaggiatori, sulla ferrovia Pinzano-Gemona:
- Stazione di Majano, soppressa nel 2003 ma riaperta al servizio turistico dal 2018.
- Stazione di Osoppo, adibita anche al servizio merci.

## Amministrazione

### Sindaci dal 1995

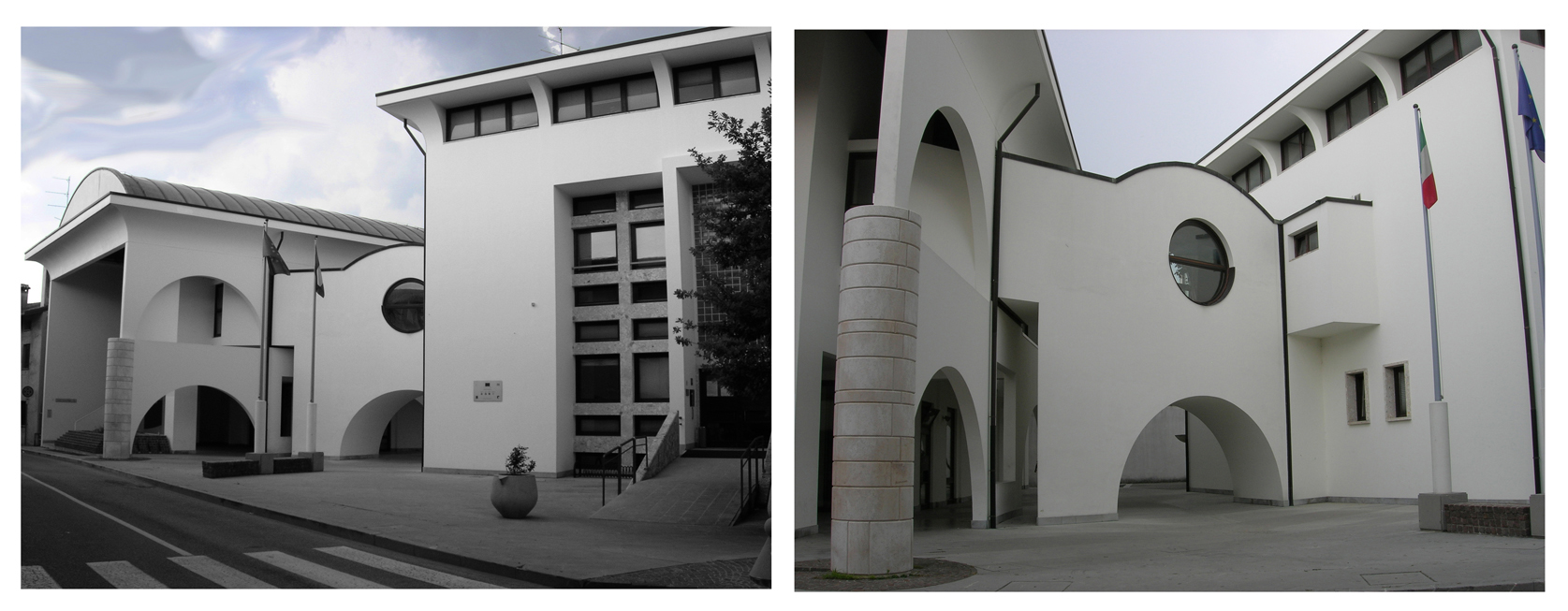
Municipio

| Periodo | Periodo   | Primo cittadino     | Partito      | Carica  | Note |
| ------- | --------- | ------------------- | ------------ | ------- | ---- |
| 1995    | 1999      | Albino Venchiarutti | Lista civica | Sindaco |      |
| 1999    | 2004      | Viviana Londero     | Lista civica | Sindaco |      |
| 2004    | 2014      | Luigino Bottoni     | Lega Nord    | Sindaco |      |
| 2014    | 2019      | Paolo De Simon      | Lista civica | Sindaco |      |
| 2019    | 2024      | Luigino Bottoni     | Lega FVG     | Sindaco |      |
| 2024    | In carica | Lorenzo Tiepolo     | Lista civica | Sindaco |      |

### Gemellaggi
- Rosegg[13]

## Sport
La squadra di calcio locale, l'A.S.D. Osoppo, ha militato nel campionato di calcio di Seconda Categoria regionale fino al termine della stagione sportiva 2013-2014. Al termine della stagione, conclusasi con la retrocessione dopo la sconfitta nel play-out contro la Majanese, la società non si è iscritta al campionato provinciale di Terza Categoria 2014-2015 terminando di fatto ogni attività sportiva sia relativa alla prima squadra sia relativa alle squadre giovanili.
Il paese ha anche ospitato alcuni arrivi di tappa del Giro del Friuli.
Il 31 maggio 2014 nel paese è transitata la 20ª e penultima tappa del Giro d'Italia 2014.
Inoltre nel territorio è presente una palestra di roccia, sita sul versante orientale del Colle di Osoppo. Questa falesia ospita numerose vie alpinistiche e una via ferrata. La gestione della falesia è affidata alla sezione di Gemona del Friuli del Club Alpino Italiano